# Rocq-E Harrell
Rocq-E Harrell (Los Angeles) is een Amerikaanse zangeres, die sinds 1990 in Nederland actief is.

## Biografie
Harrell werd geboren in een zeer muzikale familie: grootmoeder Essie King was klassiek zangeres en docente aan het conservatorium en broer Grady heeft drie soloalbums op zijn naam staan.
De eerste professionele stappen van Rocq-E in de muzikale wereld werden gezet toen zij met Grady Harrell de formatie "Papa's results" vormde. Met deze groep trad zij op met onder anderen Jody Watley en Jermaine Stewart. De groep stopte in 1979 toen Rocq-E werd gevraagd om als achtergrondzangeres op tournee te gaan met Diana Ross. Ze maakte toen deel uit van de Eddie Kendricks Singers. Carolyn Franklin was zo onder de indruk van de muzikale talenten van Rocq-E dat ze haar vroeg om te zingen, onder begeleiding van Barry Whites Love Unlimited Orchestra op de bruiloft van haar zus Aretha. Na dit speciale optreden werd Rocq-E door Aretha Franklin zelf gevraagd om mee te werken op platen en tournees. Daarnaast verleende Rocq-E ook haar tijdelijk medewerking aan onder meer Patti LaBelle, Earth, Wind and Fire, Vanessa Williams en Stevie Wonder.
Harrells stem is in Nederland wel bekend via de reclame: Ze zong "I wanna hear your voice" in een spotje van de PTT en "Little things mean a lot" voor Maggi. Daarnaast is ze sinds 1995 actief met theatertournees. Haar eerste tournee heette "Niet gesnoeid" (met Leoni Jansen, Adelheid Roosen, Karin Bloemen, Carolyn Watkinson en Ricky Koole), hierna volgden "Language Of Love" (naar haar gelijknamig debuutalbum), "Female Factory" (met de Nederlandse artiesten Lucretia van der Vloot, Mildred Douglas, Caroline de Windt, Adelheid Roosen en Leoni Jansen), "Slaapliedjesfestival", "She Got Game" (met Astrid Seriese, Lucretia van der Vloot en Leoni Jansen), "R.E.S.P.E.C.T." (met Michelle David, Forrest Thomas, Lisa Noya en Grady Harrell), "Made in Holland" (met o.a. Trijntje Oosterhuis, Astrid Seriese en Leoni Jansen), "Big, Black & Beautiful: A Tribute To The Girl Groups" (met Michelle David/Leona Philippo en Lucretia van der Vloot), "It Takes 2" (met Marlayne Sahupala, Hans Vermeulen en Robert Walker) en "Big Black & Beautiful XL" (met Michelle David en Lucretia van der Vloot). Vanaf 2007 maakt Rocq-e deel uit van de Gospelformatie Salt waar onder meer Juan Wells en Michelle David onderdeel van uitmaken.
Haar debuutalbum is getiteld Language of Love (1996). Op dit album werken een aantal bekende musici mee, zoals Kenny Moore (musical director van Tina Turner), Ruth Jacott en Gordon. Op de single Guitarman, geproduceerd door Fluitsma en Van Tijn, speelt gitarist Jan Akkerman mee.
Ook haar dochter, Canela Cox volgt de voetstappen van haar moeder. In 2001 bracht ze haar debuut-cd uit, Canela.

## Discografie

### Albums
- Niet Gesnoeid (1995)
- Language Of Love (1996)
- Female Factory (1997)
- She Got Game (2001)
- Big, Black & Beautiful - A Tribute To The Girl Groups (2003)
- It Takes 2 (2005)
- Big, Black & Beautiful - BB&B XL (2006)
- Big, Black & Beautiful - Everything's Changing (2009)
- Big, Black & Beautiful - In Concert (2014/2015)

### Singles
- My Heart Keeps Beating Faster (1989)
- Just A Matter Of Time (Duet met Bobby Glenn) (1992)
- Ain't Gonna Let (1994)
- We Just Can't Walk Away (1996)
- I'll Be There (1996)
- Guitar Man feat. Jan Akkerman (1996)
- Good Love feat. Dennis Christopher (2005)
- Just The Way feat. Simmons & Christopher (2005)
- Let's Go Together feat. Soul Corporation (2005)
- In The Evening feat. Rob Boskamp (2006)
- Music Is My Life feat. Dennis Christopher (2007)
- My Special Prayer Big, Black & Beautiful (2008)
- Old Horse Big, Black & Beautiful met Carel Kraayenhof (2009)
- No Frills Love Big, Black & Beautiful (2009)
- Guess I'll Be The One Big, Black & Beautiful (2010)

### Dvd
- Big, Black & Beautiful in Concert - Live in Carré (2008)

### Duetten
- Wrong Side Of Love - Grady Harrell (1984)
- Your Kiss - Grady Harrell (1990)
- Rhythm Of Love - Gordon (1993)
- White Dove - Scorpions (1995)
- Miss You Nights - CC Campbell (1997)

### Achtergrondzang
- Mr. DJ (Single) - The Concept (1985)
- Feels Good To Feel Good (cd) - Garry Glenn (1987)
- Am I Too Much (Albumtrack) - Vanessa Williams: The Right Stuff (cd) (1988)
- No Questions (Single) - Humphrey Campbell (1992)
- Lifelines (cd) - David Knopfler (1992)
- Alles wat ik ben (cd) - Gordon (1993)
- Ruth Jacott (cd) - Ruth Jacott (1993)
- The Wee Small Hours (cd) - Margriet Eshuijs (1993)
- ParaCDmol (cd) - Paul de Leeuw (1994)
- Ronny Mo' (cd) - Ronny Mo' (1994)
- Now Is The Time (cd) - Gordon (1994)
- Hou me vast (cd) - Ruth Jacott (1994)
- You've Got Me Falling In Love (Albumtrack) - Lisa Boray: The Need To Be (cd) (1995)
- Mesmerize Me (Albumtrack) - Lisa Boray: The Need To Be (cd) (1995)
- The Need To Be (Albumtrack) - Lisa Boray: The Need To Be (cd) (1995)
- I Will (Albumtrack) - Lisa Boray: The Need To Be (cd) (1995)
- Time Of My Life (cd) - Patricia Paay (1995)
- Storm na de stilte (cd) - Bert Heerink (1995)
- Fools Night (Albumtrack) - Lisa Boray: The Need To Be (cd) (1995)
- Dreams (To remember) (cd) - Piet Veerman (1995)
- B. Sweet (Albumtrack) - Lisa Boray: The Need To Be (cd) (1995)
- What The World Needs Now (Albumtrack) - Lisa Boray: The Need To Be (cd) (1995)
- Eén nacht met jou (Albumtrack) - Ruth Jacott: Geheimen (1995)
- Onbereikbaar (Albumtrack) - Ruth Jacott: Geheimen (1995)
- Het land van jou en mij (Albumtrack) - Ruth Jacott: Geheimen (1995)
- De Brug (cd) - Edwin Schimscheimer (1995)
- Omdat ik zo van je hou (cd) - Gordon (1996)
- Hope (Single) - Arno Kolenbrander (1996)
- A Song Can Change Your Life - Anita Meyer (1996)
- Souls In Harmony (cd) - CC Campbell (1997)
- Vibe (cd) - Caught In The Act (1997)
- Hartslag (cd) - Ruth Jacott (1997)
- Vind je niet (Albumtrack) - Ruth Jacott: Vals verlangen (cd) (1998)
- Westbroek (cd) - Henk Westbroek (1998)
- De rust (Albumtrack) - Ruth Jacott: Vals verlangen (cd) (1998)
- Ik wil je helemaal (Albumtrack) - Ruth Jacott: Vals verlangen (cd) (1998)
- De hemel is dichterbij dan ooit (Albumtrack) - Ruth Jacott: Vals verlangen (cd) (1998)
- Metamorphosis (cd) - Jan Vayne (2000)
- Only The Strong Songs Survive (cd) - Gerard Joling (2001)
- Engelen uitgezonderd (cd) - Rob de Nijs (2001)
- Op zoek naar de waarheid (Single) - Gerard Joling (2002)
- Yes, We're On Fire (Single) - Golden Earring (2002)
- Je ogen, lippen, neus, je mond (Albumtrack) - Ruth Jacott: Tastbaar (cd) (2002)
- She Would (Single) - Allan Eshuijs (2003)
- Rely On Me (cd) - Boris (2004)
- Kinderspel (Albumtrack - Rob de Nijs: Vanaf Vandaag (2004))
- Als je maar gelukkig bent (Single) - Gordon & Lange Frans (2006)

## Tv-optredens
- Geen C te hoog; Rocq-E zingt samen met Ruth Jacott en Coco York "Don't Ask My Neighbors" en "Freeway Of Love" (1991).
- Nederland 3 en Negentig; Rocq-E maakt tijdens dit programma deel uit van de Happy New Year Musicians (1992).
- Niet Gesnoeid; tv-registratie van de theatervoorstelling (1995).
- Poggibonsi; Rocq-E zingt "Son Of A Preacherman" (1995).
- Miss Beautiful Black; Rocq-E zingt "One Night Only" en "I'll Be There" (1996).
- De TV Show; Rocq-E zingt "Think" (1996).
- De show van je leven; Rocq-E zingt "Woman in Love" (1996).
- Uitmarkt 1997; Rocq-E zingt samen met Ke-Shaw "End Of The Road" (1996).
- De show van je leven; Rocq-e zingt "It Will Be Alright" (1998).
- KRO kerstconcert; Rocq-E zingt "Carry On" (1998).
- De TV Show; Rocq-E zingt "Happiness" in de samenstelling She Got Game (met Leoni Jansen, Lucretia van der Vloot en Astrid Seriese) (2000).
- Uitmarkt 2001; Rocq-E zingt "Deliciae Meae" en "Happiness" in de samenstelling She Got Game (met Leoni Jansen, Lucretia van der Vloot en Astrid Seriese) (2001).
- X-Factor; Rocq-E zingt als groep Big, Black & Beautiful in de finale van X-Factor (2010)